# Ophiogomphus morrisoni
Ophiogomphus morrisoni – gatunek ważki z rodziny gadziogłówkowatych (Gomphidae). Występuje na terenie Ameryki Północnej.